# Frontera entre França i Suïssa
La frontera entre França i Suïssa (alemany: Grenze zwischen Frankreich und der Schweiz, francès: Frontière entre la France et la Suisse, italià: Confine tra la Francia e la Svizzera) es la frontera internacional entre França, estat membre de la Unió Europea i de l'Espai Schengen, i Suïssa, que no forma part de la Unió Europea però sí de la Zona Schengen. Separa les noves regions franceses de Gran Est, Alvèrnia-Roine-Alps i Borgonya - Franc Comtat dels cantons suïssos de Jura, Vaud i cantó de Ginebra, Basilea-Camp, Basilea-Ciutat, Neuchâtel i Valais. Té una longitud de 572 km de llarg. Les seves fronteres actuals són principalment producte del Congrés de Viena de 1815, amb l'adhesió del cantó de Ginebra, cantó de Neuchâtel i Valais a la Confederació Helvètica, però des de llavors ha estat modificada en detall, per última vegada l'any 2002.

## Traçat
Comença al trifini Alemanya - França - Suïssa (47° 35′ 23″ N, 07° 35′ 21″ E / 47.58972°N,7.58917°E), situada al mig del Rin, als municipis de Weil-am-Rhein (Alemanya, land de Baden-Württemberg), de Huningue (França, departament de l'Alt Rin) i la ciutat de Basilea (Suïsa, cantó de Basilea-Ciutat). Aquesta és simbolitzada pel Dreiländereck, monument situat a uns 150 mètres al sud-est en territori suís.
El límit segueix una direcció general cap al sud-oest a través del Massís del Jura fins al voltant de Ginebra. Entre Meyrin i Saint-Genis-Pouilly la frontera passa a través dels edificis i instal·lacions de l'Organització Europea per a la Recerca Nuclear (CERN), al túnel del Gran Col·lisionador d'Hadrons (LHC). Voreja la ciutat a través de la Roine abans d'unir-se a la costa sud del llac de Ginebra entre Chens-sur-Léman (França) i Hermance (Suïssa). Després la frontera passa més o menys al mig del llac uns cinquanta quilòmetres, abans d'unir-se al marge proper a la localitat de Sant-Gingolph. Després pren direcció general cap al sud a través dels Alps.
S'acaba al sud eal trifini França - Itàlia - Suïssa (45° 55′ 21″ N, 07° 02′ 38″ E / 45.92250°N,7.04389°E) a unes poques desenes de metres al nord-oest de la part superior de Mont Dolent ( 3820 m), a la localitat francesa de Chamonix (Alta Savoia), el municipi italià de Courmayeur (Vall d'Aosta) i  localitat suïssa d'Orsières (Valais).
La frontera corre al llarg de vuit cantons suïssos (Basilea-Camp, Basilea-Ciutat, Solothurn, Jura, Neuchatel, Vaud, Ginebra i Valais) i sis  departaments francesos (Alt Rin, territori de Belfort, Doubs, Jura, Ain i Alta Savoia) de tres regions franceses (Gran Est, Alvèrnia-Roine-Alps i Borgonya - Franc Comtat).
La ruta ha estat modificat diverses vegades, per exemple a la Vall de Dappes pel tractat de Dappes, o un segle després que la pista de l'Aeroport Internacional de Ginebra sigui a Suïssa, o que la frontera passi per la duana entre l'autopista suïssa A1 i l'autopista francesa A41.
Des de la vall de Dappes fins als cims de Noirmont, la frontera es basa en l'antiga frontera entre la diòcesi de Lausana i l'arxidiòcesi de Besançon al segle xiii amb algunes excepcions. Principalment Jougne se situa actualment a França quan el 1228 es trobava sota la diòcesi de Lausana per la circumscripció eclesiàstica i sota el bisbe de Lausana per la circumscripció temporal.

## Delimitació

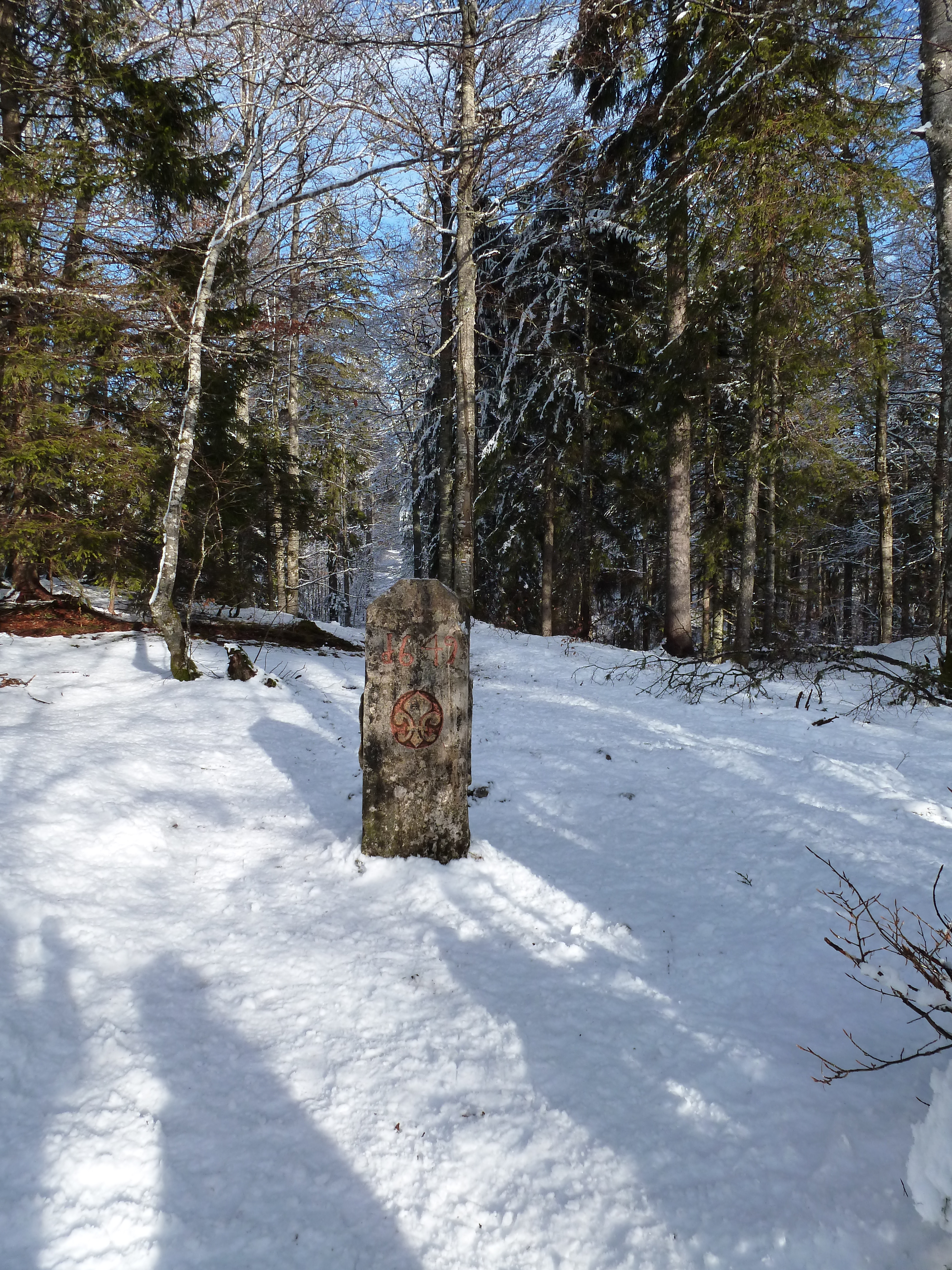
Fita fronterera franco-suïssa 186 entre Chapelle-des-Bois, (Doubs) i Le Brassus, (Vaud)

La delimitació fronterara és el resultat d'una successió de tractats o d'acords bilaterals entre els dos estats (1780, 1816, 1824, 1826, 1891), completats per nombrosos canvis de territoris (1862, 1953, 1959, 1963, 1977, 1984, 1996, 2002). La convenció del 10 de març de 1965 precisa en particular, les condicions de demarcació i manteniment de la frontera. Aquesta convenció estableix en el seu primer article, « La demarcació de la frontera - com es defineix pels acords internacionals en vigor entre els dos estats - ha de ser establerta i mantinguda de manera que el traçat estigui ben determinat i es pugui veure en qualsevol moment i en tot el seu abast »
A França, el  Ministeri de l'Interior és responsable del manteniment de les fronteres físiques, i representat en els departaments fronterers pels delegats a la demarcació. A Suïssa, l'inspector cantonal juga el mateix paper, en coordinació amb els serveis cantonals de casastre, i sota el control de la Direcció Federal de Mesurament Cadastral. Els representants dels dos països es reuneixen en comissió mixta de demarcació (anual o bianual), celebrada alternativament a França i Suïssa per al desenvolupament d'un pla de distribució del treball a realitzar pels funcionaris responsables, i la distribució equitativa de les despeses ocasionades per aquest treball. A França, el Ministeri de l'Interior assigna uns 30.000 euros en crèdits específics coneguts com a "demarcació i manteniment de la frontera", oberts cada any en el seu pressupost.
Durant anys, les maneres de càlcul topogràfic difereixen d'un país a un altre, actualment les coses són molt més fàcils. Les coordenades de Suïssa i França es substitueixen per les coordenades úniques europees. Un arxiu de coordenades de 2.930 punts, extrets de Sistema d'Informació Geogràfica de l'Oficina Federal de Topografia va ser transmeses a França.
La campanya de mesura oficial de fronteres, que es completarà el 2016, es basa en aquestes noves coordenades a l'estàndard geodèsic europeu ETRS89 (Sistema de Referència Terrestre Europeu 1989). Aquest treball es duu a terme en el marc del projecte europeu Estats limítrofs d'Europa llançat en 2004 per l'associació europea « EuroGeographics » que reagrupa 55 agències nacionals de cartografiae, i la seva finalitat és harmonitzar els arxius utilitzats pels diversos organismes.

## Galeria d'imatges

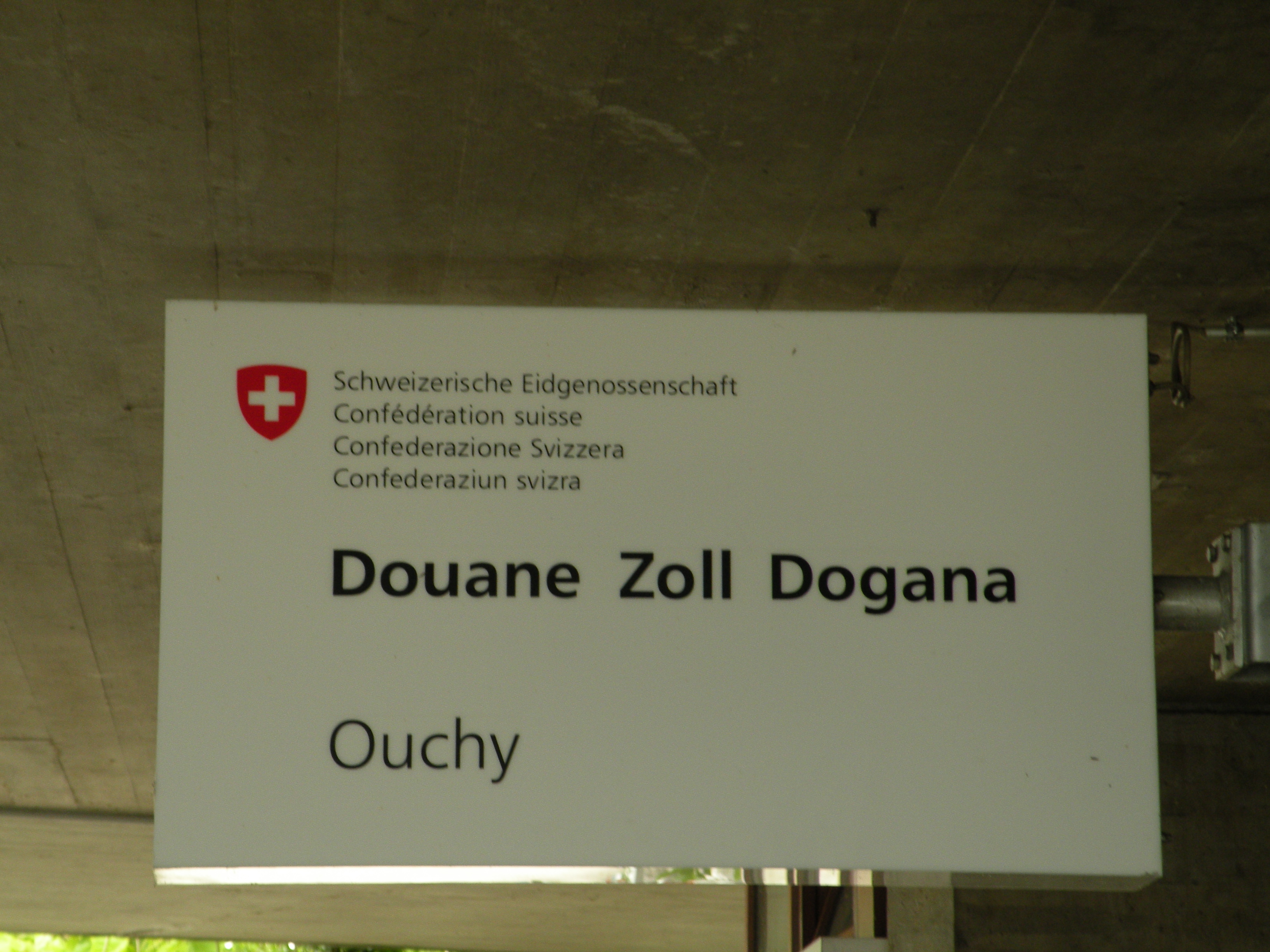
Oficina de duanes del port d'Ouchy a Lausana (VD).
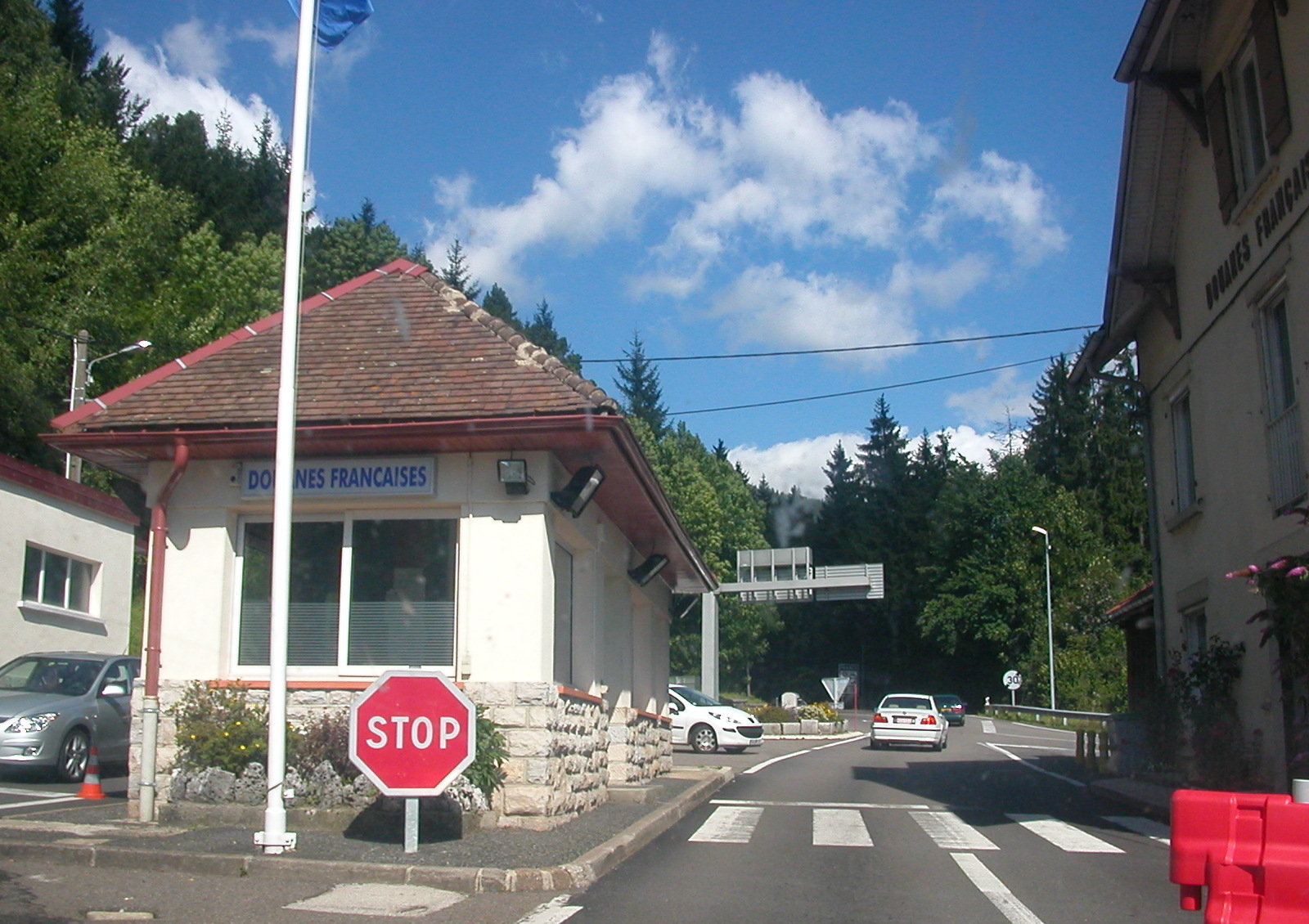
Oficina de duanes de Jougne (25) as Vallorbe (VD)
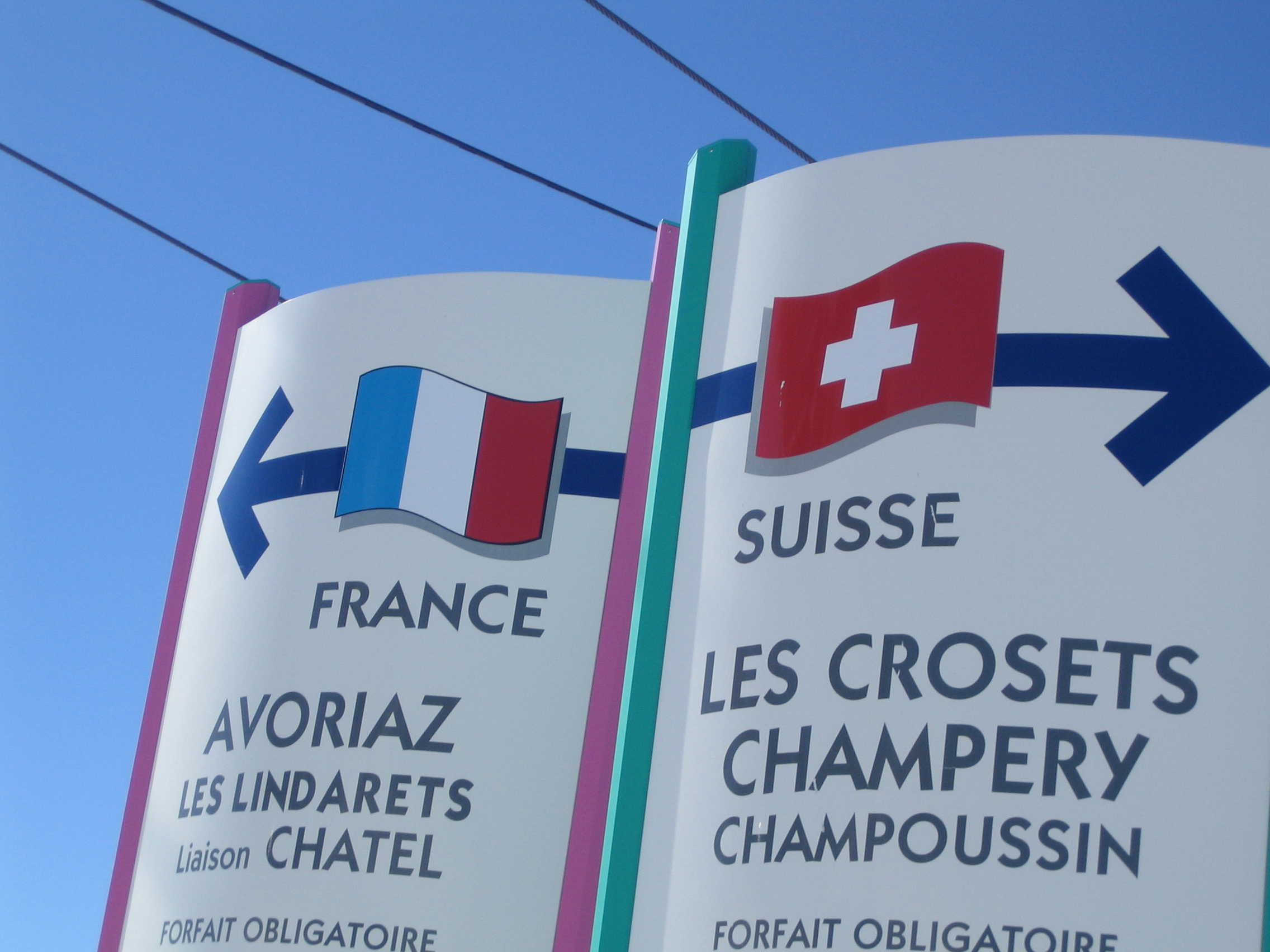
Frontera al cor de les pistes d'esquí entre Morzine (74) i Champéry (VS).
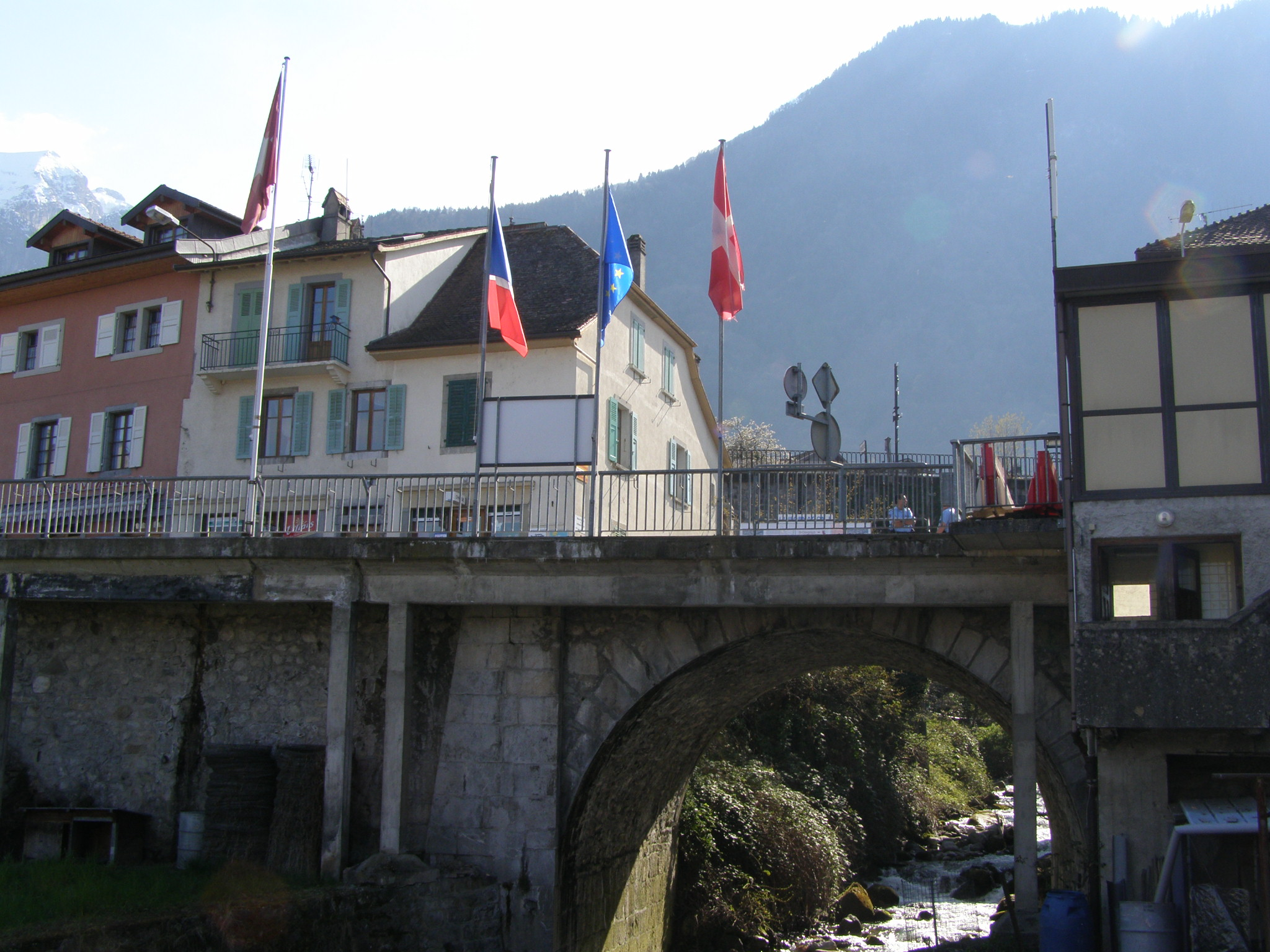
Frontera entre Saint-Gingolph (FR) i Saint-Gingolph (CH).
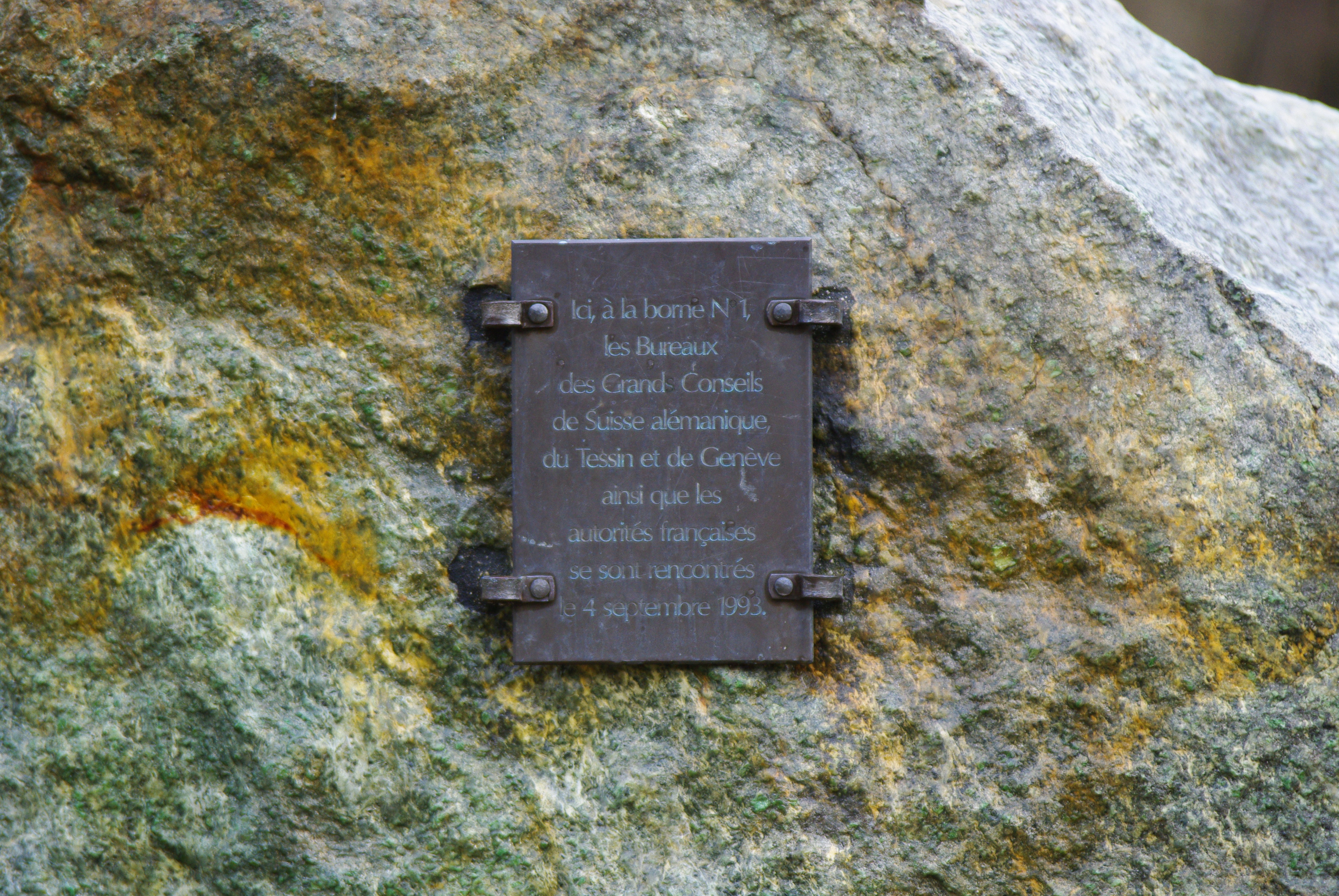
Fita fronterera Suïssa-França núm. a Chancy.
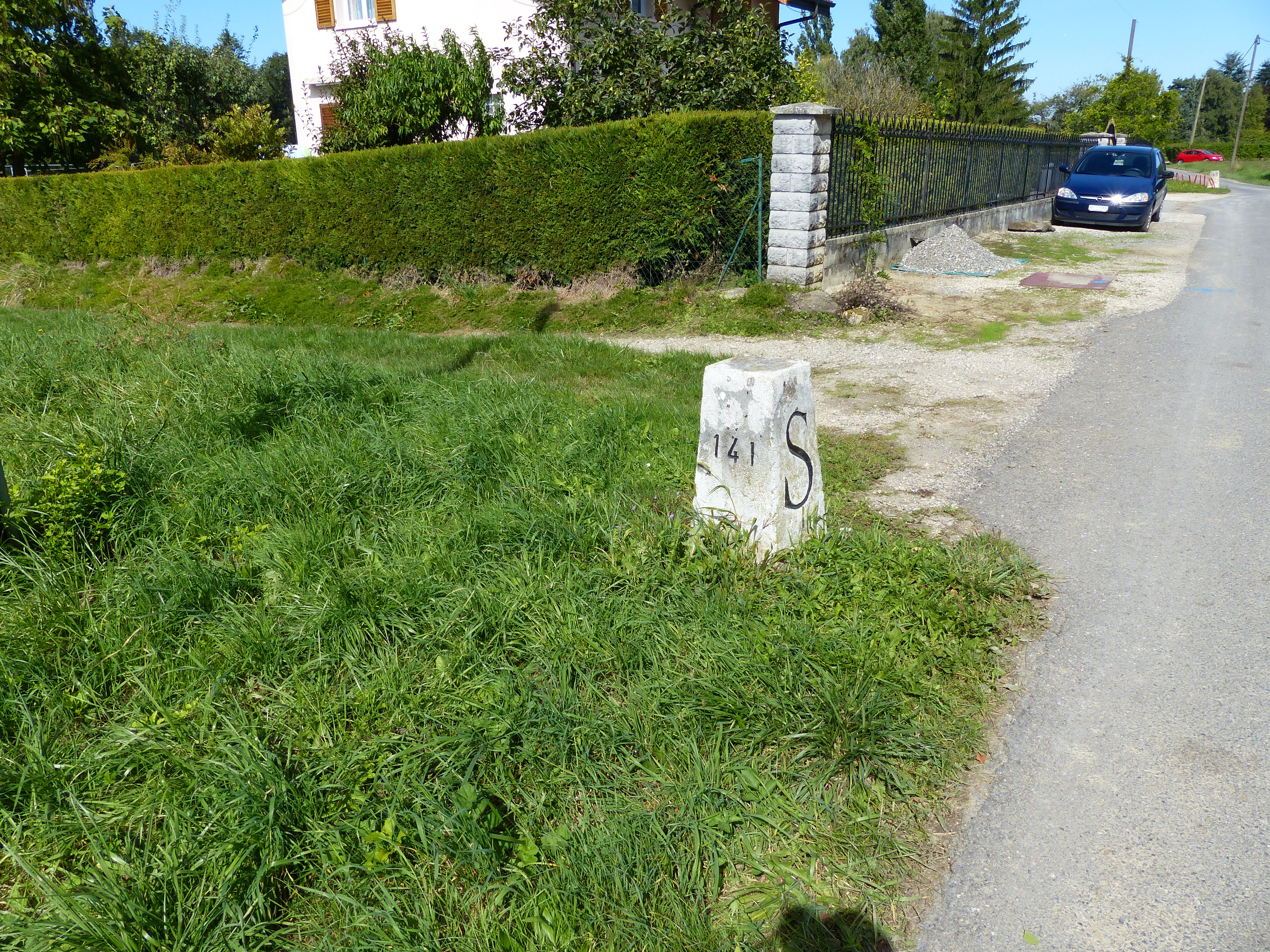
Fita fronterera franco-suïssa núm. 141 entre Jussy i Saint-Cergues, marcada amb una S per Savoia (departament) .